# Barcino Barcelona
Barcino Barcelona, pełna nazwa Club d’Escacs Barcino – klub szachowy z Barcelony, mistrz Hiszpanii z 1997 roku.

## Historia
Klub został założony pod koniec lat 60. XX wieku jak Associació Barcinona. W 1980 roku przyjął nazwę CE Barcino. Trzykrotnie (1980, 1994, 1995) zdobył mistrzostwo Katalonii. W 1996 roku zespół zdobył wicemistrzostwo Hiszpanii, a rok później – mistrzostwo. W tym okresie w klubie grali m.in. Kevin Spraggett, David García Ilundáin i Félix Izeta Txabarri. Pod koniec lat 90. klub zaprzestał działalności.